# Odin By Farstad
Odin By Farstad (ur. 1 grudnia 1997 w Trondheim) – norweski łyżwiarz szybki, brązowy medalista mistrzostw świata.

## Kariera
Na mistrzostwach świata na dystansach w Salt Lake City w 2020 roku zdobył brązowy medal w sprincie drużynowym.
W tym samym roku zdobył także srebrny medal w sprincie drużynowym na mistrzostwach Europy na dystansach w Heerenveen.